# Možginskij rajon
Il Možginskij rajon (in russo Можгинский район?, in lingua udmurta Можга ёрос) è un municipal'nyj rajon della Repubblica Autonoma dell'Udmurtia, in Russia. Istituito il 24 gennaio 1939, occupa una superficie di 1 996,97 chilometri quadrati e ha una popolazione di 25 265 abitanti. Centro amministrativo è la città di Možga che non fa parte del rajon, ma forma un distretto municipale a sé. Il Možginskij rajon è suddiviso in 13 comuni rurali. Il maggior fiume del territorio è il fiume Vala.